# Theix-Noyalo
Theix-Noyalo é uma comuna francesa na região administrativa da Bretanha, no departamento de Morbihan. Estende-se por uma área de 52.06 km². Em 2010 a comuna tinha 8 349 habitantes (densidade: 160,4 hab./km²).
Foi criada em 1 de janeiro de 2016, após a fusão das antigas comunas de Theix e Noyalo.